# Копейчиков Максим Володимирович
Копейчиков Максим Володимирович (*4 січня 1977, Київ — †9 травня 2016) — український адвокат.

## Біографія
Народився 4 січня 1977 року в Києві. В 1999 році закінчив юридичний факультет Київського національного університету імені Тараса Шевченка, магістр права, один з провідних фахівців в Україні у банківській сфері, сфері АПК, оподаткування і нерухомості.
Професійну діяльність розпочав у 1997 році. З 2001 до 2016 рр. — Партнер юридичної фірми «Ілляшев та Партнери», очолював практику банківського та фінансового права. Автор понад 100 публікацій в провідних юридичних і ділових виданнях, був одним з головних доповідачів на багатьох провідних конференціях, спрямованих на удосконалення законодавства України.
Адвокат з 2003 року (Київська обласна колегія адвокатів).
Активно займався громадською діяльністю: очолював Комітет з цивільного права Громадської ради при Міністерстві юстиції України, в якому з 2013 року працював над поліпшенням законодавчої бази з питань державної реєстрації прав на нерухоме майно. Протягом багатьох років брав участь у підготовці міжнародного видання Doing Business Світового банку (the World Bank) та Міжнародної фінансової корпорації (the International Finance Corporation).
Брав участь в робочій групі Національного банку України та Світового банку з підготовки проекту закону «Про фінансову реструктуризацію».
Помер 8 травня 2016 року, похований в Києві на Байковому кладовищі.

## Особисте життя
Дружина, дві доньки і син.
Дід — Копейчиков Володимир Володимирович.

## Відзнаки
- 2016 — Best Lawyers International (у практиці нерухомості)
- 2016 — Chambers Europe (оподаткування)
- 2016 — The Legal 500 — EMEA (банківське та фінансове право, нерухомість та будівництво, оподаткування)
- 2016 — Ukrainian Law Firms. A Handbook for Foreign Clients (оподаткування)
- 2015 — «Вибір клієнта: ТОП 100 кращих юристів України»
- 2015 — Tax Directors Handbook (оподаткування)
- 2015 — Chambers Europe (оподаткування)
- 2015 — The Legal 500 — EMEA (банківське і фінансове право, нерухомість та будівництво, оподаткування)
- 2015 — Ukrainian Law Firms. A Handbook for Foreign Clients (оподаткування)

## Вшанування пам'яті
У 2016 році в рамках щорічної церемонії «Юридична премія» видавництва «Юридична практика» була заснована спеціальна нагорода — «Юридична премія імені Максима Копейчикова». Премія щорічно вручатиметься кращій юридичній фірмі року у сфері оподаткування.